# Герб комуни Доротеа
Герб комуни Доротеа (швед. Dorotea kommunvapen) — символ шведської адміністративно-територіальної одиниці місцевого самоврядування комуни Доротеа.

## Історія
Ландскомуна Доротеа отримала герб королівським затвердженням 1945 року. У 1974—1979 роках входила до складу комуни Оселе і цей герб не використовувався. Після поновлення комуни 1980 року їй повернули й герба, перереєстрованого 1989 року.

## Опис (блазон)
У золотому полі спинається червоний ведмідь із синім язиком і пазурами, у червоній главі — відкрита золота корона.

## Зміст
Ведмідь є представником місцевої фауни. Саме звідси ведмедів постачали до Скансена. Корону додано на честь короля Густава IV Адольфа, який надав назву цьому поселенню.